# Korczyna

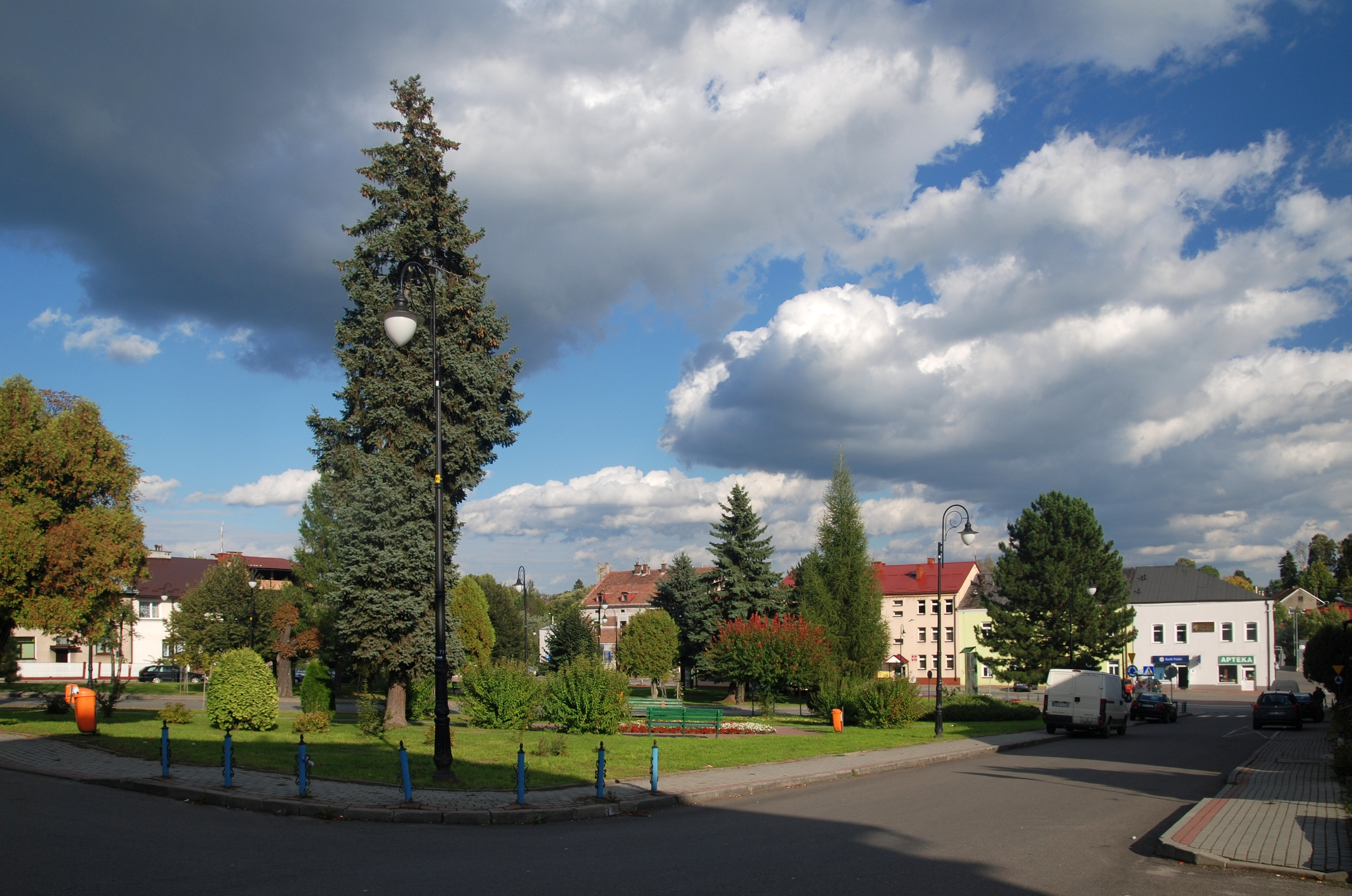
Marktplatz

Korczyna ist ein Dorf im Powiat Krośnieński der Woiwodschaft Karpatenvorland in Polen. Es ist Sitz der gleichnamigen Landgemeinde mit etwa 11.000 Einwohnern.

## Geographie
Der Ort liegt im Dynów-Gebirge am Bach Ślączka. Die Nachbarorte sind die Stadt Krosno im Südwesten, Odrzykoń im Westen, Czarnorzeki im Norden, Kombornia im Osten, Krościenko Wyżne im Südosten.

## Geschichte
Laut einer Quelle aus dem 19. Jahrhundert wurde der Ort schon im Jahr 1392 als Cothczina Wola erstmals urkundlich erwähnt. Die erste zuverlässige Erwähnung als Kotkenhaw stammt aus dem Jahr 1410, danach als Kockenhaw im Jahr 1419. Der deutsche Rodungsname wurde später als Koczina (1440), Kothczyna (1448), Kotczyna (1515), Korczijna (1590), z Korczyny (1645), Kotczyna (1745), wsi Korczyny (1787), Korczyna v. Kotczyna (1794) und endlich als Korczyna (1851) polonisiert. Der Name ist von Kotka, polnisch für Katze, abgeleitet. Im 15. Jahrhundert hatten die bekannten Einwohner des Dorfs meistens deutsche Namen, was das Dorf zur walddeutschen Sprachinsel um die Stadt Krosno zählen lässt, die bis spätestens zum 18. Jahrhundert die polnische Sprache übernahmen.
Im Jahr 1506 wurde die römisch-katholische Kirche erwähnt. Die erste unvollendete Gründung einer Stadt fand im Jahr 1516 statt, danach erneut im Jahr 1785.
Das Dorf gehörte zunächst zur Adelsrepublik Polen-Litauen, Woiwodschaft Ruthenien, Sanoker Land. Bei der Ersten Teilung Polens kam Korczyna 1772 zum neuen Königreich Galizien und Lodomerien des habsburgischen Kaiserreichs (ab 1804). Ab dem Jahr 1855 gehörte Korczyna zum Bezirk Krosno.
Nach dem Ende des Ersten Weltkriegs und dem Zusammenbruch der Habsburgermonarchie kam Korczyna 1918 zu Polen. Unterbrochen wurde dies nur durch die deutsche Besetzung Polens im Zweiten Weltkrieg.
Korczyna verlor das Stadtrecht im Jahr 1934.
Von 1975 bis 1998 gehörte Korczyna zur Woiwodschaft Krosno.

## Persönlichkeiten
- Józef Sebastian Pelczar (1842–1924), Bischof von Przemyśl, Heiliger der katholischen Kirche
- Wojciech Smarzowski (* 1963), polnischer Filmregisseur

## Gemeinde
Zur Landgemeinde (gmina wiejska) Korczyna gehören weitere sechs Dörfer mit einem Schulzenamt.